# Noble Automotive
Noble Automotive Ltd., más generalmente conocida como Noble, es un fabricante de automóviles deportivos británico, con base en Leicester. La compañía fue fundada  en 1999 por Lee Noble en Leeds, West Yorkshire, para producir coches deportivos de altas prestaciones.
Lee Noble, diseñador jefe y propietario de Noble, vendió la compañía en agosto de 2006. Dimitió de sus cargos en febrero de 2008 y anunció su nuevo proyecto, Fenix Automotive, en 2009.
Desde entonces, la compañía se ha trasladado a unos locales más grandes en el parque Empresarial Meridian, cercano a Leicester.
En 2009, Noble lanzó el M600, un automóvil que llevó a la compañía al territorio de los superdeportivos. Con una potencia de 650 HP (485 kilovatios) disponible gracias a su motor turboalimentado V8 Volvo de 4.4 litros con doble sobrealimentación y con caja de cambios Yamaha, el automóvil de fibra de carbono y carrocería ligera está ideado para competir con las marcas establecidas como Ferrari o Porsche. Su precio de venta se fijó en 200.000 £.
Solo 220 Noble GTO-3R y M400 se exportaron a los Estados Unidos, los únicos ejemplares disponibles en el mercado americano. Los derechos de distribución en los Estados Unidos de los M12 y M400 se vendieron en febrero de 2007 a 1G Racing de Ohio. Debido a la alta demanda de estos automóviles, 1G lanzó su propia versión, llamada Rossion Q1.

## Noble M10 (1999–2000)
El Noble M10 es un deportivo de dos puertas biplaza construido en carrocería descapotable únicamente. Es impulsado por un V6 de 2.5 litros de aspiración natural. Se introdujo en 1999, después de haber sido reemplazado por el M12. Se fabricaron muy pocas unidades, ya que los clientes trasladaron sus pedidos al M12 en cuanto se presentó este nuevo modelo.[cita requerida]

## Noble M12 (2000-2008)
Al igual que el Noble M10, el Noble M12 es un modelo de dos puertas y dos plazas, originalmente planeado como cupé y como descapotable. Todos los M12 han sido equipados con motores V6 de origen Ford Duratec con turbocompresores especialmente optimizados.
El M12 posee un a estructura tubular de acero completa, bastidor de acero y plástico reforzado con vidrio (G.R.P.) partes de la carrocería elaboradas con materiales compuestos. Estos coches son extremadamente ligeros y rígidos. Aunque inicialmente concebido para los circuitos, el M12 se desenvuelve muy bien tanto en carretera como en pista, con una calidad de conducción sorprendentemente buena, pero con una sobresaliente sensación de rigidez. El cupé evolucionó a través de cuatro variantes, siendo el M400 la versión definitiva del M12, seguido por el GTO-3R. 
- Noble M12 GTO - 2.5L biturbo 310 HP (314 CV; 231 kW)
- Noble M12 GTO-3 y GTO-3R - 3.0L biturbo 352 HP (357 CV; 262 kW)

El M12 está equipado con doble turbo Garrett T25, con un peso de 2381 libras (1080 kg) y pasa de 0 a 60 mph (0 a 97 kilómetros por hora) en 3.7 segundos, según los datos oficiales del M12 GTO-3R, aunque la revista Road and Track midió inicialmente 3.3 segundos, aunque posteriormente la cifra publicada fue de 3.5 segundos. Su velocidad máxima es de 170 mph (274 kilómetros por hora). La aceleración lateral g era de 1.2. Los entusiastas de este vehículo a menudo lo modifican para obtener un rendimiento aún mayor. En general, se estima que sólo se fabricaron 165 modelos M12 GTO 3-R en el Reino Unido, según los datos consignados en pistonheads.com. Las versiones GTO-3 y GTO seguramente tuvieron tiradas inferiores.[cita requerida]

## Noble M400 (2004-2007)
El M400 es la versión de pista del M12. Su relación potencia a peso es superior a 400 HP (406 CV; 298 kW) por tonelada, cifra de la que deriva el nombre del modelo. Su motor rinde una potencia de 425 HP (431 CV; 317 kW) y se ha publicado que pasa de 0 a 60 mph (0 a 97 kilómetros por hora) en 2.97 segundos. Car and Driver en marzo de 2007 registró un tiempo de 3.3 segundos y una aceleración de 0 a 100 mph (0 a 161 km/h) en 7.52 segundos. Aunque a menudo aparece como 0 a 60 mph (0 a 97 km/h) en 3.5 segundos, el M400 los alcanza en 3.2 segundos según varias publicaciones y en general se encuentra entre los coches de mayor aceleración. Noble indica que el coche es capaz de acelerar de 0 a 60 mph (0 a 97 km/h) en menos de 4 segundos. Su velocidad máxima declarada es de 185 mph (298 km/h). El exoficial de prensa de Noble ha logrado con este coche una velocidad máxima de 202 mph (325 km/h). La aceleración lateral g declarada es de 1.2. Dispone de un cinturón de seguridad de 3 puntos y un arnés de 5 puntos.
Las diferencias más notables respecto al M12 son el uso de pistones forjados, turbos T28, barra estabilizadora delantera, resortes más rígidos, amortiguadores diferentes, neumáticos Pirelli P Zero, un cambio de marchas más suave y un túnel central ligeramente más estrecho para la tracción. Las diferencias exteriores siguen siendo sutiles. El esquema de color tiende a incorporar rines, soportes de aleta trasera y extremos de alerones color gris antracita, pero algunas unidades mantienen las ruedas y los soportes plateados. El divisor frontal desaparece, aunque muchos propietarios optan por que se ponga. El cambio principal es la adición de tomas laterales para mejorar la circulación del aire, creando un impacto visual. 
El aire acondicionado es una opción por 1995 libras. El interior cuenta con un medidor de aceite. Además, los asientos y acabados en alcantara Sparco difieren del de los otros Noble, ya que el tapizado en alcantara pesa un tercio que el cuero.
Está diseñado para ser un excelente automóvil de carreras, que también es agradable manejarlo en la carretera. Con soloamente 75 unidades construidas para el Reino Unido y Europa, esta versión es apreciada y poco frecuente.[cita requerida]

## Noble M14 (2005-2008)
El Noble M14 debutó en el Salón del automóvil NEC de Birmingham de 2004 y generó un gran interés en la prensa del automóvil. Se concibió para competir con el Porsche 911 Turbo y con el Ferrari F430. Estaba basado en el chasis del M12, con solamente algunas modificaciones menores. Tenía una nueva carrocería y un interior más convencional. Tras el debut del coche, Lee Noble decidió que este modelo no era lo suficientemente diferente del M12/M400 para justificar el aumento de precio a pesar de haber aceptado varios depósitos. Desarrolló el nuevo M15, una evolución un paso más allá del M12 y del M14, con pocos componentes en común.[cita requerida]

## Noble M15 (2006-2011)
La producción del M15 estaba planeada para comenzar a principios de 2006, aunque no fue así. El Noble M15 estaba destinado a atraer a un mercado mucho más amplio y competir directamente con el Porsche 911 Turbo y el Ferrari F430. Como resultado, se esperaba que tuviera una serie de características que no se encontraban anteriormente en otros modelos de Noble, como GPS, control de tracción, elevalunas eléctricos y ABS. La compañía emitió un comunicado de prensa sobre el M15, indicando que se producirá después de la introducción del M600. El M15 del futuro será diferente del vehículo mostrado en 2006.
A pesar del aumento de la comodidad y de la facilidad de uso en comparación con los coches anteriores, se decía que Noble esperaba que el M15 fuera significativamente más rápido que el M400 en las pistas de carreras. Era capaz de acelerar de 0–60 mph (97 kilómetros por hora) en 3.3 segundos, con una velocidad máxima de 185 mph (298 kilómetros por hora).
El automóvil se basaba en una nueva plataforma con un motor montado longitudinalmente, conectado a una caja de cambios a medida, creada por Graziano. La suspensión de doble horquilla era un desarrollo del sistema montado en el M400. El montaje longitudinal del motor permitió al diseñador aumentar el flujo de enfriamiento hacia el propulsor, posibilitando que el V6 biturbo de 3.0 L rindiera 455 HP (461 CV; 339 kW). El motor fue diseñado para cumplir con las regulaciones de emisiones y el nuevo bastidor de acero/aluminio fue diseñado para pasar las regulaciones de prueba de choque en todo el mundo. El M15 fue planeado para ser el primer Noble en obtener el Type Approval Code europeo y estadounidense.
Según Lee Noble, "quería producir un superdeportivo que la gente pudiera usar todos los días. Era hora de que Noble diera un gran paso en términos de refinamiento, sentido práctico y estilo".
El M15 apareció en el programa de televisión "Top Gear", y el presentador Richard Hammond quedó muy impresionado. Fue mucho más rápido en la pista de Top Gear que el antiguo Noble. Según Richard, esto tuvo que ver con la nueva caja de cambios más fuerte que permitía obtener un mayor impulso y dejar que el mismo motor produjera más potencia. The Stig logró un tiempo de 1:22.5 en la pista de pruebas del programa.

## Noble M600 (2009-presente)

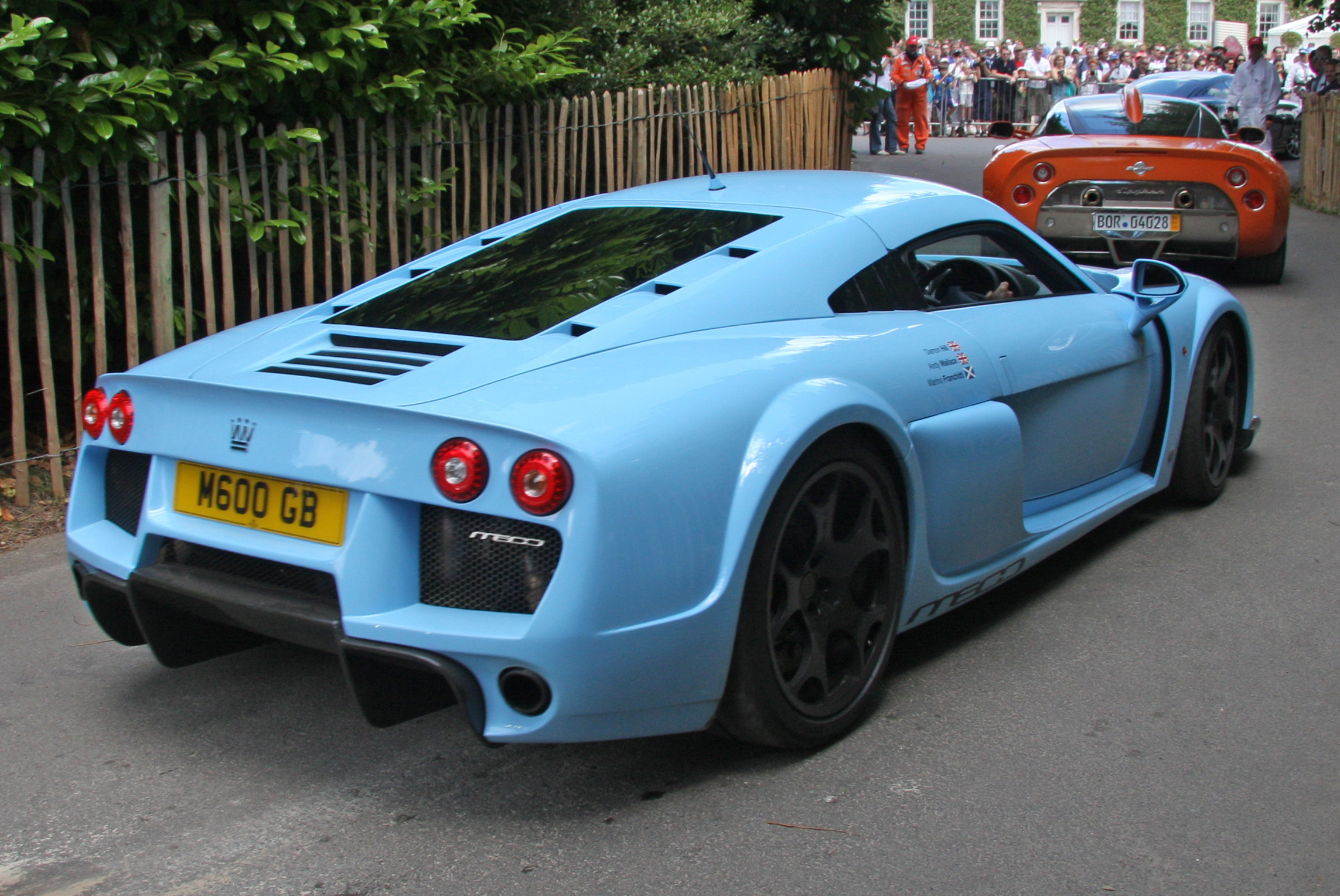
Vista trasera

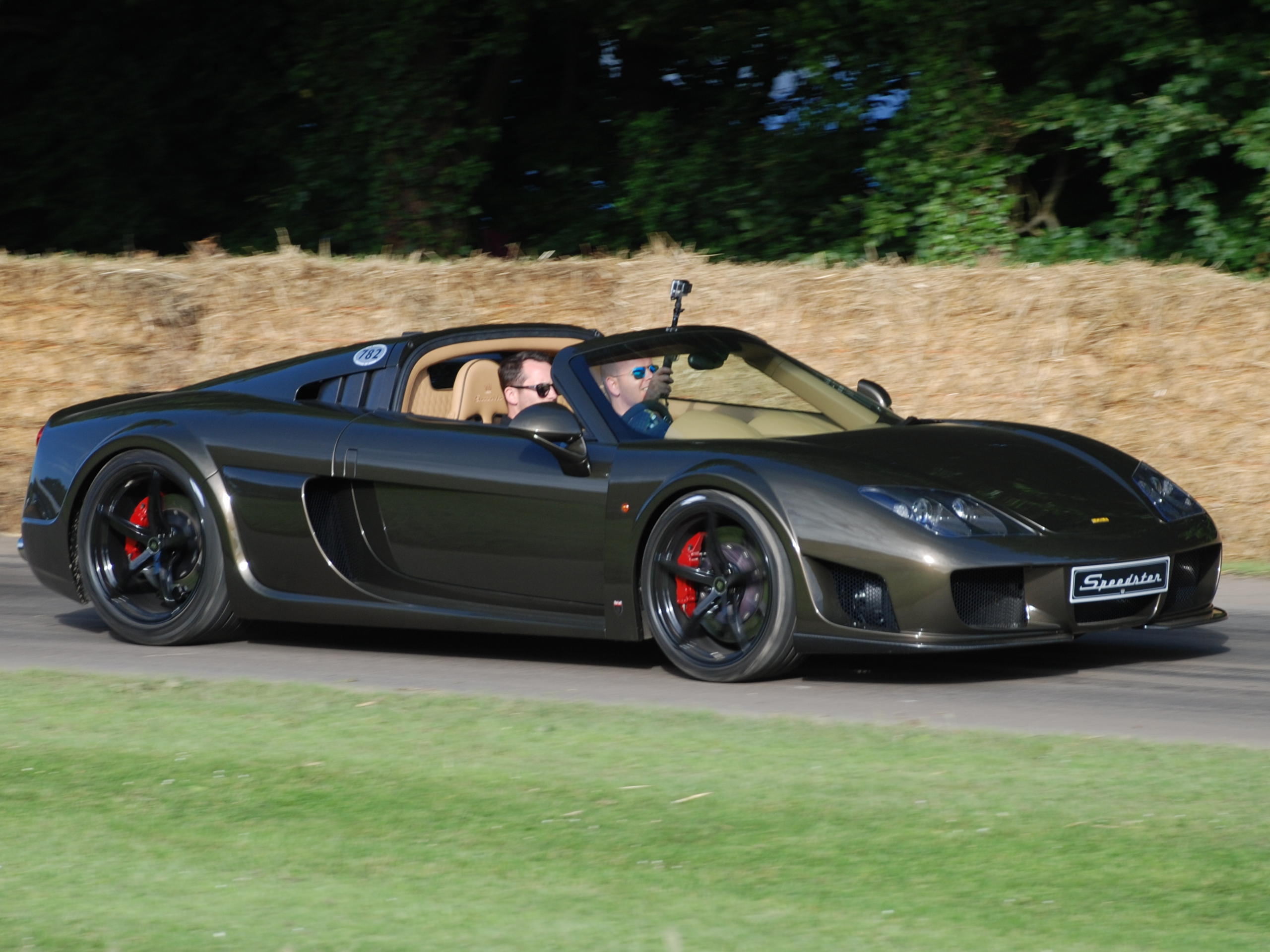
Versión Speedster

En 2009, comenzó la producción del Noble M600 para su venta. Posee un motor V8 AB Volvo de biturbo que rinde 650 HP (659 CV; 485 kW), una carrocería de polímero reforzado con fibra de carbono y una transmisión de 6 velocidades, fabricada por Yamaha. Compite en la misma categoría que el Ferrari F430. El M600, con un peso de 2760 libras (1252 kg), puede acelerar de 0 a 100 km/h (0 a 62 mph) en 3.5 segundos y solamente requiere otros 4 segundos para alcanzar las 100 mph (161 km/h). Tiene más de 1G de agarre en la prueba de deslizamiento. Viene sin ABS o ASM y TC, ya que esas características son opcionales, lo que convierte al Noble M600 en un auto de pilotaje puro. El superdeportivo británico costaría alrededor de 300 000 £ cuando se lanzó y solamente se fabricarían 50 unidades por año.
Noble probó públicamente un prototipo del M600 en los Estados Unidos, comparando su rendimiento con un Porsche Carrera GT y con un Ferrari Enzo. Este prototipo fue preparado para rendir 500 HP (507 CV; 373 kW).
Este coche también apareció en el quinto episodio de la temporada 14 de Top Gear, en el que Jeremy Clarkson se quejó de su carencia de algunos elementos básicos, pero se sorprendió por su potencia y aceleración. El M-600 registró un tiempo de 1:17.7 alrededor de la pista de Top Gear con The Stig al volante en un día frío de invierno y, a pesar de las condiciones, su tiempo fue el octavo más rápido detrás del Ariel Atom, el McLaren MP4-12C, el Lamborghini Aventador, el Gumpert Apollo, el Ascari A10 y el Koenigsegg CCX. Venció al Bugatti EB 16.4 Veyron y al Pagani Zonda Roadster F.
El M600 se presentó nuevamente en Top Gear durante la temporada 18, en un desafío para pilotear por Italia desde Lecce hasta Roma. El M600 fue pilotado por Richard Hammond, mientras que Jeremy Clarkson iba en un Lamborghini Aventador y James May condujo el McLaren MP4-12C. En el camino, el trío se detuvo en el Centro Sperimentale Nardò para probar la voluntad del piloto de llevar sus respectivos vehículos a sus límites. Después de la prueba en la pista, continuaron su camino hacia Roma cuando Hammond experimentó problemas de embrague en el Noble y tuvo que llevar el coche a un taller para reemplazarlo, además de desmontar y reparar la transmisión. Hammond finalmente se reincorporó con sus compañeros y continuó con el resto del desafío, aunque en un M600 notablemente diferente facilitado por Noble: el vehículo tenía el volante a la derecha y estaba pintado de negro, mientras que el vehículo con el que Hammond comenzó el desafío estaba pintado de rojo y tenía el volante a la izquierda, como el Aventador y el MP4-12C.
En 2012, el nuevo M600 se analizó en el último episodio de la segunda temporada de Top Gear en Estados Unidos, con Tanner Foust viajando a Inglaterra para probarlo. Presentaban el capítulo diciendo: "Noble aún no ha declarado la velocidad máxima del M600 y Tanner tiene la tarea de determinar la velocidad máxima del vehículo". Compitió con un Lamborghini Gallardo Superleggera y con un Audi R8 en una carrera de media milla. El M600 quedó primero, superando a Superleggera en segundo lugar y al R8 en el tercero. Tanner luego llevó el M600 a una base de la Fuerza Aérea Americana para determinar su velocidad máxima. Condujo el M600 a 215 mph (346 km/h), expresando una opinión generalmente favorable del coche. Elogiaba al coche por su gran relación potencia a peso y lo llama "... una de las experiencias de conducción más puras", debido a la ausencia de ayudas al conductor. Al concluir su revisión, Tanner afirmó: "El M600 ha demostrado ser un miembro de la élite de los superdeportivos".
En el programa de automovilismo Fifth Gear durante la serie 17, Jason Plato piloteó el coche hasta los 330 km/h (205 mph).
En una prueba de video del canal DRIVE de YouTube, Chris Harris, en una prueba en la que también condujo un Ariel Atom, lo llevó a casi 330 km/h (205 mph) en la sección Nordschleife del circuito de Nürburgring.
De acuerdo con el sitio web de entusiastas del Reino Unido ATFULLCHAT, la gerencia de Noble Automotive no ha descartado la posibilidad de construir un roadster M600. El 21 de junio de 2012, el sitio web publicó una versión de un M600 encargada internamente por Noble Automotive, aunque se cita a la compañía MD Peter Boutwood, que afirma que en la actualidad no hay planes para producir tal máquina.